# Железная дорога Петропавловск-Камчатский — Усть-Большерецк
Железная дорога Петропавловск-Камчатский — Усть-Большерецк планировалась к постройке в конце 1940-х — начале 1950-х годов. Она должна была соединить столицу Камчатской области Петропавловск-Камчатский с находящимся на юге полуострова селом Усть-Большерецк. Строительство не началось из-за внезапной смерти Иосифа Сталина. Стоимость строительства должна была составить 620 миллионов советских рублей. После смерти строительство дороги, как и многих других инфраструктурных сооружений той эпохи, было отменено.

## История строительства
Ещё в конце XIX века существовали планы строительства железной дороги на Камчатке. Целью было облегчение вывоза выловленной рыбы из тех районов, где стоянка судов была затруднена климатическими условиями, в оборудованный порт Петропавловска-Камчатского.
1 января 1930 г. правительство СССР приняло постановление, обязывавшее Народный комиссариат путей сообщения СССР в 1931 г. провести изыскательские работы на Камчатке между Петропавловском и Усть-Большерецком и приступить к постройке железной дороги. Но возможности начать строительство дороги в те годы не было.
4 октября 1948 г. Совет Министров СССР принял постановление № 3735 «О развитии рыбной промышленности Дальнего Востока». Оно предуматривало строительство железной дороги от Петропавловска до рыбокомбината имени Микояна и от него до Озёрной. Но работы, выполнение которых возлагалось на Министерство Внутренних Дел, начаты не были.
После выхода постановления Совета Министров СССР «Об изменении строительной программы 1953 года» планы строительства железной дороги на Камчатке были окончательно заброшены.